# Нематодоза
Нематодоза је заједнички назив за болести изазване нематодама. Класу нематода обухвата велики број врста, од којих једне живе слободно у води или влажној земљи, док су друге паразити биљака и животиња.

## Најзначајнији узрочници нематодоза
Паразити из класе нематода који узрокују болест нематодозу код домаћих и дивљих животиња су многобројни. Најважније нематодозе за ветеринарску медицину су:
Стронгилоидоза
Ову болест изазазива паразити из рода Strongyloides. Од ње обољевају јагњад, прасад, ждребад, телад и штенад у првих 1-2 месеца живота. 
Болест се испољава заостајањем у расту и развоју, а повремено и у актуном току, нарочито код прасади, са смртним завршетком.
Аскаридоза свиња
Ову болест, као једну од најзначајнија и најраширенија хелминтоза свиња изазива паразит Ascaris suum. Од ње обољевају младе свиње до 6 месеци старости, а болест се карактерише поремећајима дигестивног тракта и општом интоксикацијом организма.
Параскаридоза
Параскаридоза је болест копитара, од кога обољевају младе животиње до годину дана старости. Обољење се карактерише поремећајима у дигестивном тракту и хроничном интоксикацијом. Узрочник обољења јe Parascaris equorum.
Неоаскаридоза телади
Узрочник овог обољења телади је Neoascaris vitulorum.
Токсокароза
Ову веома раширену хелминтозу паса и мачака изазивају Toxocara canis и Toxocara mystax.
Аскаридоза живине
Ову хелминтозу живине изазива Ascaridia galli која представља једну од од најзначајнијих хелминтоза живине.
Хетеракидоза
Heterakis galline је узрочник хетеракидозе птица.
Оксиуроза копитара
Ову болест копитара проузрокује Oxyuris equi.
Желудачно-цревна стронгилидозе код коња, оваца и говеда
Болест изазива паразити из фамилије Strongylidae.
Матастронгилоза свиња
Болест, која се још назива и плућна стронгилоза, изазива Metastrongilus elongates
Сингамоза птица
Болест, која се карактерише променама на дисајним путевима кокоши, ћурака и фазана изазива паразит Singamus trachea. 
Трихинелоза
Ово је најзначајнија хелминтоза коју изазива Trichinella spiralis. Обољење се најчешће среће код свиња, пацова, мишева, пса, медведа, лисице, вука, мачке и многих других врста животиња. Човек се инфицира првенствено у крајевима где има трихинелозних свиња.
Због уништавања меса трихинелозних свиња настају огромне економске штете у кланичној индустрији и сточарсву. Међутим трихинелоза је много значајнија као здравствени проблем, јер инфицирани људи обољевају од тешког облика болести са могућим смртним исходом.